# Era Andòrta
Era Andòrta (francès Landorthe) és un municipi occità de Gascunya, del departament de l'Alta Garona, a la regió d'Occitània.